# Denford
Denford – wieś w Anglii, w hrabstwie Northamptonshire, w dystrykcie (unitary authority) North Northamptonshire. Leży 29 km na północny wschód od miasta Northampton i 101 km na północ od Londynu. Miejscowość liczy 250 mieszkańców.